# Japan op de Olympische Zomerspelen 1968
Japan nam deel aan de Olympische Zomerspelen 1968 in Mexico-Stad, Mexico. Net als vier jaar eerder, toen de Spelen in eigen land werden gehouden, werd de derde plaats in het medailleklassement behaald.

## Medailleoverzicht
| Sport         | Olympiër | Onderdeel                | Medaille |
| ------------- | --- | ------------------------ | -------- |
| Gewichtheffen | Yoshinobu Miyake | -60kg (m)                | Goud     |
| Turnen        | Sawao Kato | individuele meerkamp (m) | Goud     |
| Turnen        | Yukio Endo Takeshi Kato Akinori Nakayama Sawao Kato Mitsuo Tsukahara Eizo Kenmotsu | meerkamp team (m)        | Goud     |
| Turnen        | Akinori Nakayama | brug (m)                 | Goud     |
| Turnen        | Akinori Nakayama | rekstok (m)              | Goud     |
| Turnen        | Akinori Nakayama | ringen (m)               | Goud     |
| Turnen        | Sawao Kato | vloer (m)                | Goud     |
| Worstelen     | Shigeo Nakata | -52kg vrije stijl (m)    | Goud     |
| Worstelen     | Yojiro Uetake | -57kg vrije stijl (m)    | Goud     |
| Worstelen     | Masaki Kaneko | -63kg vrije stijl (m)    | Goud     |
| Worstelen     | Munji Numemura | -70kg Grieks-Romeins (m) | Goud     |
| Atletiek      | Kenji Kimihara | marathon (m)             | Zilver   |
| Gewichtheffen | Masashi Ohuchi | -75kg (m)                | Zilver   |
| Turnen        | Yukio Endo | sprong (m)               | Zilver   |
| Turnen        | Akinori Nakayama | vloer (m)                | Zilver   |
| Volleybal     | Nachiro Ikeda Masayuki Minami Katsutoshi Nekoda Mamoru Shiragami Isao Koizumi Kenji Kimura Yasuaki Mitsumori Jungo Morita Tadayoshi Yokota Seiji Oko Tetsuo Sato Kenji Shimaoka                                                                                    | zaal (m)                 | Zilver   |
| Volleybal     | Setsuko Yoshida Suzue Takayama Toyoko Iwahara Youko Kasahara Aiko Onozawa Yukiyo Kojima Sachiko Fukunaka Kunie Shishikura Setsuko Inoue Sumie Oinuma Makiko Furukawa Keiko Hama                                                                                    | zaal (v)                 | Zilver   |
| Worstelen     | Hideo Fujimoto | -63kg Grieks-Romeins (m) | Zilver   |
| Boksen        | Eiji Morioka | marathon (m)             | Brons    |
| Gewichtheffen | Yoshiyuki Miyake | -60kg (m)                | Brons    |
| Turnen        | Akinori Nakayama | individuele meerkamp (m) | Brons    |
| Turnen        | Eizo Kenmotsu | rekstok (m)              | Brons    |
| Turnen        | Sawao Kato | ringen (m)               | Brons    |
| Turnen        | Takeshi Kato | vloer (m)                | Brons    |
| Voetbal       | Kenzo Yokoyama Hiroshi Katayama Yoshitada Yamaguchi Mitsuo Kamata Takaji Mori Aritatsu Ogi Teruki Miyamoto Masashi Watanabe Kunishige Kamamoto Ikuo Matsumoto Ryuichi Sugiyama Masakatsu Miyamoto Shigeo Yaegashi Yasuyuki Kuwahara Eizo Yuguchi Shun-Ichiro Okano | mannen                   | Brons    |

## Deelnemers en resultaten

### Atletiek
| Olympiër                                           | Onderdeel                | Resultaat | Prestatie                                                                       |
| -------------------------------------------------- | ------------------------ | --------- | ------------------------------------------------------------------------------- |
| Hideo Iijima                                       | 100m (m)                 | 13e       | serie 1: 2de in 10,24 kwartfinale 3: 3de in 10,31 halve finale 1: 8ste in 10,34 |
| Jun Nagai                                          | 800m (m)                 | 28e       | serie 5: 5de in 1.51,2                                                          |
| Keisuke Sawaki                                     | 5000m (m)                | 20e       | serie 1: 9de in 15.00,8                                                         |
| Keisuke Sawaki                                     | 10000m (m)               | 27e       | 31.25,2                                                                         |
| Tsugumichi Suzuki                                  | 10000m (m)               | 19e       | 30.52,0                                                                         |
| Kiyoo Yui                                          | 400m horden (m)          | 20e       | serie 1: 5de in 51,5                                                            |
| Nobuyoshi Miura                                    | 3000m steeplechase (m)   | 28e       | serie 2: 7de in 9.32,95                                                         |
| Taketsugu Saruwatari                               | 3000m steeplechase (m)   | 26e       | serie 3: 9de in 9.26,30                                                         |
| Naoki Abe Hiroomi Yamada Shinji Ogura Hideo Iijima | 4x100m (m)               | 17e       | serie 2: 6de in 40,0                                                            |
| Kenji Kimihara                                     | marathon (m)             | Zilver    | 2:23.31                                                                         |
| Seiichiro Sasaki                                   | marathon (m)             | DNF       | niet gefinisht                                                                  |
| Akio Usami                                         | marathon (m)             | 9e        | 2:28.06                                                                         |
| Kazou Saito                                        | 20km snelwandelen (m)    | DNF       | niet gefinisht                                                                  |
| Kazou Saito                                        | 50km snelwandelen (m)    | 17e       | 4:47.29,6                                                                       |
| Naoki Abe                                          | verspringen (m)          | 22e       | kwalificatie: 22ste met 7,58m                                                   |
| Shinji Ogura                                       | verspringen (m)          | 24e       | kwalificatie: 24ste met 7,57m                                                   |
| Hiroomi Yamada                                     | verspringen (m)          | 10e       | kwalificatie: 17de met 7,67m finale: 10de met 7,93m                             |
| Yukito Muraki                                      | hink-stap-springen (m)   | 19e       | kwalificatie groep A: 8ste met 15,83m                                           |
| Kuniyoshi Sugioka                                  | hoogspringen (m)         | 15e       | kwalificatie: 15de met 2,09m                                                    |
| Kiyoshi Niwa                                       | polsstokhoogspringen (m) | 11e       | kwalificatie groep B: 4ste met 4,90m finale: 11de met 5,15m                     |
| Yoshihisa Ishida                                   | kogelslingeren (m)       | 13e       | kwalificatie groep B: 3de met 67,16m finale: 13de met 65,04m                    |
| Takeo Sugawara                                     | kogelslingeren (m)       | 4e        | kwalificatie groep A: 6de met 67,76m finale: 4de met 69,78m                     |

### Boksen
| Olympiër          | Onderdeel | Resultaat | Prestatie |
| ----------------- | --------- | --------- | --- |
| Junji Watanabe    | -48kg (m) | 17e       | 1ste ronde: V van URS Zaporoshets: 0-5 |
| Tetsuaki Nakamura | -51kg (m) | 5e        | 1ste ronde: W van GBR McGonigle: 4-1 2de ronde: W van ARG Pereyra: 5-0 kwartfinale: V van MEX Delgado: 0-5                                                        |
| Eiji Morioka      | -54kg (m) | Brons     | 1ste ronde: vrij 2de ronde: W van PHI Calumarde: 4-1 3de ronde: W van FRA Cosentino: 4-1 kwartfinale: W van IRL Dowling: 4-1 halve finale: V van URS Sokolov: 0-5 |
| Tadashi Okamoto   | -57kg (m) | 17e       | 1ste ronde: V van KOR Kim: 2-3 |

### Gewichtheffen
| Olympiër         | Onderdeel   | Resultaat | Prestatie |
| ---------------- | ----------- | --------- | --------- |
| Shiro Ichinoseki | -56kg (m)   | 5e        | 350kg     |
| Yoshinobu Miyake | -60kg (m)   | Goud      | 392,5kg   |
| Yoshiyuki Miyake | -60kg (m)   | Brons     | 385kg     |
| Nobuyuki Hatta   | -67,5kg (m) | 4e        | 417,5kg   |
| Takeo Kimura     | -67,5kg (m) | 7e        | 405kg     |
| Sadahiro Miwa    | -75kg (m)   | 4e        | 425kg     |
| Masashi Ohuchi   | -75kg (m)   | Zilver    | 455kg     |

### Hockey
| Olympiër | Onderdeel | Resultaat | Prestatie |
| --- | --------- | --------- | --- |
| Norihiko Matsumoto Katsuhiro Yuzaki Akio Takashima Shigeo Kaoku Tsuneya Yuzaki Akio Kudo Kyoichi Nagaya Hiroshi Tanaka Shozo Nishimura Masashi Onda Minoru Yoshimura Akihito Wada Yukio Kamimura Kazuo Kawamura | mannen    | 13e       | groep A: 7de W van Mexico: 2-1 G van Spanje: 0-0 V van Bondsrepubliek Duitsland: 0-2 V van Nieuw-Zeeland: 0-1 V van DDR: 0-1 V van India: 0-5 V van België: 2-4 13-14de plek: W van Argentinië: 2-0 |

| Groep A |               |             |             |             |             |            |            |            |        |
| #       | Land          | Wedstrijden | Wedstrijden | Wedstrijden | Wedstrijden | Doelpunten | Doelpunten | Doelpunten | Punten |
| #       | Land          | G           | W           | G           | V           | V          | T          | Saldo      | Punten |
| 1       | India         | 7           | 6           | 0           | 1           | 20         | 4          | +16        | 12     |
| 2       | Duitsland     | 7           | 5           | 1           | 1           | 15         | 5          | +10        | 11     |
| 3       | Nieuw-Zeeland | 7           | 3           | 4           | 0           | 8          | 4          | +4         | 10     |
| 4       | Spanje        | 7           | 2           | 3           | 2           | 7          | 5          | +2         | 7      |
| 5       | België        | 7           | 3           | 1           | 3           | 14         | 9          | +5         | 7      |
| 6       | DDR           | 7           | 2           | 2           | 3           | 7          | 10         | -3         | 6      |
| 7       | Japan         | 7           | 1           | 1           | 5           | 4          | 14         | -10        | 3      |
| 8       | Mexico        | 7           | 0           | 0           | 7           | 2          | 26         | -24        | 0      |

| Datum        | Ronde       | Plaats                   | Land | Score      | Land |
| ------------ | ----------- | ------------------------ | ---- | ---------- | ---- |
| Groepsfase   |             |                          |      |            |      |
| 14 oktober   | Mexico-Stad | Japan                    | 2-1  | Mexico     |      |
| 15 oktober   | Mexico-Stad | Spanje                   | 0-0  | Japan      |      |
| 15 oktober   | Mexico-Stad | Bondsrepubliek Duitsland | 2-0  | Japan      |      |
| 17 oktober   | Mexico-Stad | Nieuw-Zeeland            | 1-0  | Japan      |      |
| 18 oktober   | Mexico-Stad | DDR                      | 1-0  | Japan      |      |
| 20 oktober   | Mexico-Stad | India                    | 5-0  | Japan      |      |
| 21 oktober   | Mexico-Stad | België                   | 4-2  | Japan      |      |
| 13-14de plek |             |                          |      |            |      |
| 23 oktober   | Mexico-Stad | Japan                    | 2-0  | Argentinië |      |

### Kanovaren
| Olympiër                             | Onderdeel     | Resultaat | Prestatie                                           |
| ------------------------------------ | ------------- | --------- | --------------------------------------------------- |
| Tetsumasa Yamaguchi                  | C-1 1000m (m) | 11e       | serie 2: 5de in 4.33,3 halve finale: 5de in 4.54,61 |
| Tetsumasa Yamaguchi Nobuatsu Yoshino | C-2 1000m (m) | 11e       | serie 2: 5de in 4.30,9 halve finale: 5de in 4.29,54 |

### Moderne vijfkamp
| Olympiër                                    | Onderdeel       | Resultaat | Prestatie    |
| ------------------------------------------- | --------------- | --------- | ------------ |
| Toshio Fukui                                | individueel (m) | 35e       | 4197 punten  |
| Yuso Makihira                               | individueel (m) | 14e       | 4529 punten  |
| Katsuaki Tashiro                            | individueel (m) | 27e       | 4319 punten  |
| Toshio Fukui Yuso Makihira Katsuaki Tashiro | team (m)        | 7e        | 13083 punten |

### Paardensport
| Olympiër                                       | Onderdeel   | Resultaat | Prestatie          |
| Eventing                                       | Eventing    | Eventing  | Eventing           |
| ---------------------------------------------- | ----------- | --------- | ------------------ |
| Mikio Chiba                                    | individueel | DNF       | niet gefinisht     |
| Springconcours                                 |             |           |                    |
| Yugo Araki                                     | individueel | DSQ       | gediskwalificeerd  |
| Tadashi Fukushima                              | individueel | 26e       | 16 strafpunten     |
| Masayasu Sugitani                              | individueel | 26e       | 16 strafpunten     |
| Yugo Araki Tadashi Fukushima Masayasu Sugitani | team        | 14e       | 283,25 strafpunten |

### Roeien
| Olympiër | Onderdeel | Resultaat | Prestatie                                                                     |
| --- | --------- | --------- | ----------------------------------------------------------------------------- |
| Tsugio Ito | skiff (m) | 14e       | serie 1: 6de in 8.10,0 herkansingen: 4de in 7.58,08                           |
| Masatoshi Shimizu Tomio Murai Tadamasa Kato Shigeru Miyagawa Fumio Nakata Jujiro Tanaka Toshi Fukumasu Yoshinori Arai Katsumi Yamamoto | acht (m)  | 12e       | serie 1: 6de in 6.34,79 herkansingen: 5de in 6.44,37 finale B: 6de in 6.52,02 |

### Schermen
| Olympiër                                                                 | Onderdeel       | Resultaat | Prestatie |
| ------------------------------------------------------------------------ | --------------- | --------- | --- |
| Kazuo Mano                                                               | floret (m)      | 25e       | 1ste ronde groep K: 3de met 2 overwinningen 2de ronde groep C: 4de met 2 overwinningen |
| Heizaburo Okawa                                                          | floret (m)      | 9e        | 1ste ronde groep L: 2de met 3 overwinningen 2de ronde groep D: 2de met 4 overwinningen |
| Fujio Shimizu                                                            | floret (m)      | 25e       | 1ste ronde groep B: 3de met 3 overwinningen 2de ronde groep G: 1ste met 5 overwinningen |
| Masaya Fukuda Heizaburo Okawa Fujio Shimizu Kazuhiko Wakasugi Kazuo Mano | floret team (m) | 7e        | 1ste ronde groep C: 2de met 1 overwinning 2de ronde: W van Groot-Brittannië: 8-8 (66-64) kwartfinale: V van Frankrijk: 8-8 (60-64) 5-8ste plek: V van Bondsrepubliek Duitsland: 8-8 (57-60) |

### Schietsport
| Olympiër            | Onderdeel           | Resultaat | Prestatie  |
| ------------------- | ------------------- | --------- | ---------- |
| Shigemi Saito       | 50m geweer liggend  | 84e       | 576 punten |
| Hiromu Sekine       | 50m geweer liggend  | 60e       | 585 punten |
| Shigeto Kusunoki    | 50m pistool         | 50e       | 528 punten |
| Yoshihisa Yoshikawa | 50m pistool         | 17e       | 548 punten |
| Takeo Kamachi       | 25m snelvuurpistool | 12e       | 586 punten |
| Makoto Shiraishi    | 25m snelvuurpistool | 23e       | 547 punten |

### Schoonspringen
| Olympiër        | Onderdeel     | Resultaat | Prestatie                                                     |
| --------------- | ------------- | --------- | ------------------------------------------------------------- |
| Junji Yuasa     | 3m plank (m)  | 18e       | voorronde: 18de met 86,80 punten                              |
| Yosuke Arimitsu | 10m toren (m) | 26e       | voorronde: 26ste met 81,72 punten                             |
| Toshio Otsubo   | 10m toren (m) | 24e       | voorronde: 24ste met 83,18 punten                             |
| Junji Yuasa     | 10m toren (m) | 23e       | voorronde: 23ste met 84,10 punten                             |
|                 |               |           |                                                               |
| Keiko Osaki     | 3m plank (v)  | DNS       | voorronde: niet gestart                                       |
| Keiko Osaki     | 10m toren (v) | 7e        | voorronde: 10de met 45,66 punten finale: 7de met 93,08 punten |

### Turnen
| Olympiër                                                                                   | Onderdeel                | Resultaat | Prestatie                                                          |
| ------------------------------------------------------------------------------------------ | ------------------------ | --------- | ------------------------------------------------------------------ |
| Yukio Endo                                                                                 | sprong (m)               | Zilver    | kwalificatie: 2de met 19,00 punten finale: 2de met 18,95 punten    |
| Takeshi Katō                                                                               | sprong (m)               | 4e        | kwalificatie: 1ste met 19,05 punten finale: 4de met 18,775 punten  |
| Eizo Kenmotsu                                                                              | sprong (m)               | 6e        | kwalificatie: 4de met 18,95 punten finale: 6de met 18,65 punten    |
| Akinori Nakayama                                                                           | sprong (m)               | 5e        | kwalificatie: 7de met 18,85 punten finale: 5de met 18,725 punten   |
| Sawao Kato                                                                                 | vloer (m)                | Goud      | kwalificatie: 1ste met 19,65 punten finale: 1ste met 19,475 punten |
| Takeshi Katō                                                                               | vloer (m)                | Brons     | kwalificatie: 3de met 19,35 punten finale: 3de met 19,275 punten   |
| Eizo Kenmotsu                                                                              | vloer (m)                | 6e        | kwalificatie: 4de met 19,25 punten finale: 6de met 18,925 punten   |
| Akinori Nakayama                                                                           | vloer (m)                | Zilver    | kwalificatie: 2de met 19,40 punten finale: 2de met 19,400 punten   |
| Mitsuo Tsukahara                                                                           | vloer (m)                | 4e        | kwalificatie: 6de met 19,10 punten finale: 4de met 19,050 punten   |
| Eizo Kenmotsu                                                                              | paard voltige (m)        | 5e        | kwalificatie: 5de met 19,10 punten finale: 5de met 19,050 punten   |
| Sawao Kato                                                                                 | ringen (m)               | Brons     | kwalificatie: 1ste met 19,55 punten finale: 3de met 19,225 punten  |
| Takeshi Katō                                                                               | ringen (m)               | 4e        | kwalificatie: 4de met 19,40 punten finale: 5de met 19,050 punten   |
| Akinori Nakayama                                                                           | ringen (m)               | Goud      | kwalificatie: 2de met 19,50 punten finale: 1ste met 19,45 punten   |
| Mitsuo Tsukahara                                                                           | ringen (m)               | 4e        | kwalificatie: 5de met 19,25 punten finale: 4de met 19,125 punten   |
| Takeshi Katō                                                                               | brug (m)                 | 4e        | kwalificatie: 4de met 19,30 punten finale: 4de met 19,200 punten   |
| Eizo Kenmotsu                                                                              | brug (m)                 | 5e        | kwalificatie: 6de met 19,25 punten finale: 5de met 19,175 punten   |
| Akinori Nakayama                                                                           | brug (m)                 | Goud      | kwalificatie: 1ste met 19,55 punten finale: 1ste met 19,475 punten |
| Yukio Endo                                                                                 | rekstok (m)              | 6e        | kwalificatie: 7de met 19,25 punten finale: 6de met 19,025 punten   |
| Eizo Kenmotsu                                                                              | rekstok (m)              | Brons     | kwalificatie: 5de met 19,35 punten finale: 3de met 19,375 punten   |
| Akinori Nakayama                                                                           | rekstok (m)              | Goud      | kwalificatie: 1ste met 19,50 punten finale: 1ste met 19,55 punten  |
| Yukio Endo                                                                                 | individuele meerkamp (m) | 8e        | 113,55 punten                                                      |
| Sawao Kato                                                                                 | individuele meerkamp (m) | Goud      | 115,90 punten                                                      |
| Takeshi Katō                                                                               | individuele meerkamp (m) | 5e        | 114,85 punten                                                      |
| Eizo Kenmotsu                                                                              | individuele meerkamp (m) | 4e        | 114,90 punten                                                      |
| Akinori Nakayama                                                                           | individuele meerkamp (m) | Brons     | 115,65 punten                                                      |
| Mitsuo Tsukahara                                                                           | individuele meerkamp (m) | 18e       | 111,50 punten                                                      |
| Yukio Endo Takeshi Kato Akinori Nakayama Sawao Kato Mitsuo Tsukahara Eizo Kenmotsu         | meerkamp team (m)        | Goud      | 575,90 punten                                                      |
|                                                                                            |                          |           |                                                                    |
| Kazue Hanyu                                                                                | individuele meerkamp (v) | 13e       | 75,30 punten                                                       |
| Kayoko Hashiguchi                                                                          | individuele meerkamp (v) | 33e       | 73,15 punten                                                       |
| Mitsuko Kandori                                                                            | individuele meerkamp (v) | 22e       | 74,65 punten                                                       |
| Miyuki Matsuhisa                                                                           | individuele meerkamp (v) | 17e       | 74,90 punten                                                       |
| Taniko Mitsukuri                                                                           | individuele meerkamp (v) | 18e       | 74,85 punten                                                       |
| Chieko Oda                                                                                 | individuele meerkamp (v) | 19e       | 74,80 punten                                                       |
| Kazue Hanyu Kayoko Hashiguchi Mitsuko Kandori Miyuki Matsuhisa Taniko Mitsukuri Chieko Oda | meerkamp team (v)        | 4e        | 375,45 punten                                                      |

### Voetbal
| Olympiër | Onderdeel | Resultaat | Prestatie |
| --- | --------- | --------- | --- |
| Kenzo Yokoyama Hiroshi Katayama Yoshitada Yamaguchi Mitsuo Kamata Takaji Mori Aritatsu Ogi Teruki Miyamoto Masashi Watanabe Kunishige Kamamoto Ikuo Matsumoto Ryuichi Sugiyama Masakatsu Miyamoto Shigeo Yaegashi Yasuyuki Kuwahara Eizo Yuguchi Shun-Ichiro Okano | mannen    | Brons     | groep B: 2de W van Nigeria: 3-1 G van Brazilië: 1-1 G van Spanje: 0-0 kwartfinale: W van Frankrijk: 3-1 halve finale: V van Hongarije: 0-5 bronzen finale: W van Mexico: 2-0 |

| Groep B |          |             |             |             |             |            |            |            |        |
| #       | Land     | Wedstrijden | Wedstrijden | Wedstrijden | Wedstrijden | Doelpunten | Doelpunten | Doelpunten | Punten |
| #       | Land     | G           | W           | G           | V           | V          | T          | Saldo      | Punten |
| 1       | Spanje   | 3           | 2           | 1           | 0           | 4          | 0          | +4         | 5      |
| 2       | Japan    | 3           | 1           | 2           | 0           | 4          | 2          | +2         | 4      |
| 3       | Brazilië | 3           | 0           | 2           | 1           | 4          | 5          | -1         | 2      |
| 4       | Nigeria  | 3           | 0           | 1           | 2           | 4          | 9          | –5         | 1      |

| Ronde          | Datum       | Plaats    | Land | Score     | Land |
| -------------- | ----------- | --------- | ---- | --------- | ---- |
| Groepsfase     |             |           |      |           |      |
| 14 oktober     | Puebla      | Japan     | 3-1  | Nigeria   |      |
| 16 oktober     | Puebla      | Brazilië  | 1-1  | Japan     |      |
| 18 oktober     | Mexico-Stad | Spanje    | 0-0  | Japan     |      |
| Kwartfinale    |             |           |      |           |      |
| 20 oktober     | Mexico-Stad | Japan     | 3-1  | Frankrijk |      |
| Halve finale   |             |           |      |           |      |
| 22 oktober     | Mexico-Stad | Hongarije | 5-0  | Japan     |      |
| Bronzen finale |             |           |      |           |      |
| 24 oktober     | Mexico-Stad | Japan     | 2-0  | Mexico    |      |

### Volleybal

#### Mannen
| Olympiër | Onderdeel | Resultaat | Prestatie |
| --- | --------- | --------- | --- |
| Nachiro Ikeda Masayuki Minami Katsutoshi Nekoda Mamoru Shiragami Isao Koizumi Kenji Kimura Yasuaki Mitsumori Jungo Morita Tadayoshi Yokota Seiji Oko Tetsuo Sato Kenji Shimaoka | zaal (m)  | Zilver    | groepsfase: 2de W van Polen: 3-0 (15-9, 15-11, 15-10) W van DDR: 3-0 (15-6, 15-8, 15-13) V van Tsjecho-Slowakije: 2-3 (15-2, 15-3, 12-15, 12-15, 11-15) W van Mexico: 3-0 (15-1, 15-3, 15-11) W van België: 3-0 (15-5, 15-5, 15-4) V van Sovjet-Unie: 1-3 (15-4, 13-15, 9-15, 13-15) W van Verenigde Staten: 3-0 (15-8, 15-8, 15-11) W van Brazilië: 3-0 (15-8, 15-11, 15-12) W van Bulgarije: 3-0 (15-7, 15-6, 15-5) |

| Groepsfase |                  |             |             |             |      |      |       |           |           |           |        |
| #          | Land             | Wedstrijden | Wedstrijden | Wedstrijden | Sets | Sets | Sets  | Setpunten | Setpunten | Setpunten | Punten |
| #          | Land             | G           | W           | V           | V    | T    | Saldo | V         | T         | Saldo     | Punten |
| 1          | Sovjet-Unie      | 9           | 8           | 1           | 26   | 8    | +18   | 464       | 326       | +138      | 17     |
| 2          | Japan            | 9           | 7           | 2           | 24   | 6    | +18   | 430       | 253       | +177      | 16     |
| 3          | Tsjechië         | 9           | 7           | 2           | 22   | 15   | +7    | 454       | 412       | +42       | 16     |
| 4          | DDR              | 9           | 6           | 3           | 22   | 12   | +10   | 449       | 373       | +76       | 15     |
| 5          | Polen            | 9           | 6           | 3           | 18   | 11   | +7    | 370       | 281       | +89       | 15     |
| 6          | Bulgarije        | 9           | 4           | 5           | 16   | 17   | -1    | 379       | 385       | -6        | 13     |
| 7          | Verenigde Staten | 9           | 4           | 5           | 15   | 18   | -3    | 383       | 414       | -31       | 13     |
| 8          | België           | 9           | 2           | 7           | 6    | 24   | -18   | 239       | 417       | -186      | 11     |
| 9          | Brazilië         | 9           | 1           | 8           | 8    | 25   | -17   | 352       | 469       | -117      | 10     |
| 10         | Mexico           | 9           | 0           | 9           | 6    | 27   | -19   | 284       | 474       | -190      | 9      |

| Ronde      | Datum       | Plaats            | Land | Score            | Land |
| ---------- | ----------- | ----------------- | ---- | ---------------- | ---- |
| Groepsfase |             |                   |      |                  |      |
| 13 oktober | Mexico-Stad | Japan             | 3-0  | Polen            |      |
| 16 oktober | Mexico-Stad | Japan             | 3-0  | DDR              |      |
| 17 oktober | Mexico-Stad | Tsjecho-Slowakije | 3-2  | Japan            |      |
| 19 oktober | Mexico-Stad | Japan             | 3-0  | Mexico           |      |
| 20 oktober | Mexico-Stad | Japan             | 3-0  | België           |      |
| 21 oktober | Mexico-Stad | Sovjet-Unie       | 3-1  | Japan            |      |
| 23 oktober | Mexico-Stad | Japan             | 3-0  | Verenigde Staten |      |
| 24 oktober | Mexico-Stad | Japan             | 3-0  | Brazilië         |      |
| 25 oktober | Mexico-Stad | Japan             | 3-0  | Bulgarije        |      |

#### Vrouwen
| Olympiër | Onderdeel | Resultaat | Prestatie |
| --- | --------- | --------- | --- |
| Setsuko Yoshida Suzue Takayama Toyoko Iwahara Youko Kasahara Aiko Onozawa Yukiyo Kojima Sachiko Fukunaka Kunie Shishikura Setsuko Inoue Sumie Oinuma Makiko Furukawa Keiko Hama | zaal (v)  | Zilver    | groepsfase: 2de W van Verenigde Staten: 3-0 (15-6, 15-2, 15-2) W van Mexico: 3-0 (15-7, 15-3, 15-2) W van Peru: 3-0 (15-3, 15-11, 15-9) W van Tsjecho-Slowakije: 3-0 (15-7, 15-8, 15-7) W van Polen: 3-0 (15-5, 15-6, 15-6) W van Zuid-Korea: 3-0 (15-5, 15-5, 15-4) V van Sovjet-Unie: 1-3 (10-15, 14-16, 15-3, 9-15) |

| Groepsfase |                   |             |             |             |      |      |       |           |           |           |        |
| #          | Land              | Wedstrijden | Wedstrijden | Wedstrijden | Sets | Sets | Sets  | Setpunten | Setpunten | Setpunten | Punten |
| #          | Land              | G           | W           | V           | V    | T    | Saldo | V         | T         | Saldo     | Punten |
| 1          | Sovjet-Unie       | 7           | 7           | 0           | 21   | 3    | +18   | 333       | 194       | +139      | 14     |
| 2          | Japan             | 7           | 6           | 1           | 19   | 3    | +16   | 318       | 147       | +171      | 13     |
| 3          | Polen             | 7           | 5           | 2           | 15   | 11   | +4    | 324       | 304       | +20       | 12     |
| 4          | Peru              | 7           | 3           | 4           | 12   | 15   | -3    | 306       | 327       | -21       | 10     |
| 5          | Zuid-Korea        | 7           | 3           | 4           | 11   | 14   | -3    | 276       | 305       | -29       | 10     |
| 6          | Tsjecho-Slowakije | 7           | 3           | 4           | 11   | 15   | -4    | 307       | 307       | 0         | 10     |
| 7          | Mexico            | 7           | 1           | 6           | 7    | 18   | -11   | 215       | 338       | -123      | 8      |
| 8          | Verenigde Staten  | 7           | 0           | 7           | 4    | 21   | -17   | 196       | 353       | -157      | 7      |

| Ronde      | Datum       | Plaats      | Land | Score             | Land |
| ---------- | ----------- | ----------- | ---- | ----------------- | ---- |
| Groepsfase |             |             |      |                   |      |
| 13 oktober | Mexico-Stad | Japan       | 3-0  | Verenigde Staten  |      |
| 14 oktober | Mexico-Stad | Japan       | 3-0  | Mexico            |      |
| 15 oktober | Mexico-Stad | Japan       | 3-0  | Peru              |      |
| 19 oktober | Mexico-Stad | Japan       | 3-0  | Tsjecho-Slowakije |      |
| 20 oktober | Mexico-Stad | Japan       | 3-0  | Polen             |      |
| 24 oktober | Mexico-Stad | Japan       | 3-0  | Zuid-Korea        |      |
| 26 oktober | Mexico-Stad | Sovjet-Unie | 3-1  | Japan             |      |

### Waterpolo
| Olympiër | Onderdeel | Resultaat | Prestatie |
| --- | --------- | --------- | --- |
| Haruo Sato Hirokatsu Kuwayama Kazuya Takeuchi Koji Nakano Kunio Yonehara Seiya Sakamoto Shigeharu Kuwabara Shuzo Yajima Tetsunosuke Ishii | mannen    | 12e       | groep B: 5de V van Italië: 2-9 W van Griekenland: 8-7 V van Nederland: 1-9 W van Verenigde Arabische Republiek: 7-4 V van DDR: 0-8 W van Mexico: 6-3 V van Joegoslavië: 2-17 9-12de plek: V van Spanje: 0-5 11-12de plek: V van Mexico: 4-5 |

| Groep B |                               |             |             |             |             |            |            |            |        |
| #       | Land                          | Wedstrijden | Wedstrijden | Wedstrijden | Wedstrijden | Doelpunten | Doelpunten | Doelpunten | Punten |
| #       | Land                          | G           | W           | G           | V           | V          | T          | Saldo      | Punten |
| 1       | Italië                        | 7           | 6           | 1           | 0           | 48         | 21         | +27        | 13     |
| 2       | Joegoslavië                   | 7           | 5           | 1           | 1           | 65         | 18         | +47        | 11     |
| 3       | DDR                           | 7           | 5           | 1           | 1           | 66         | 22         | +44        | 11     |
| 4       | Nederland                     | 7           | 4           | 1           | 2           | 42         | 28         | +14        | 9      |
| 5       | Japan                         | 7           | 3           | 0           | 4           | 26         | 57         | -31        | 6      |
| 6       | Mexico                        | 7           | 1           | 1           | 5           | 27         | 56         | -29        | 3      |
| 7       | Griekenland                   | 7           | 1           | 0           | 6           | 34         | 62         | -28        | 2      |
| 8       | Verenigde Arabische Republiek | 7           | 0           | 1           | 6           | 21         | 65         | -44        | 1      |

| Ronde          | Datum       | Plaats      | Land | Score                         | Land |
| -------------- | ----------- | ----------- | ---- | ----------------------------- | ---- |
| Groepsfase     |             |             |      |                               |      |
| 14 oktober     | Mexico-Stad | Italië      | 9-2  | Japan                         |      |
| 15 oktober     | Mexico-Stad | Japan       | 8-7  | Griekenland                   |      |
| 16 oktober     | Mexico-Stad | Nederland   | 9-1  | Japan                         |      |
| 17 oktober     | Mexico-Stad | Japan       | 7-4  | Verenigde Arabische Republiek |      |
| 19 oktober     | Mexico-Stad | DDR         | 8-0  | Japan                         |      |
| 20 oktober     | Mexico-Stad | Mexico      | 3-6  | Japan                         |      |
| 21 oktober     | Mexico-Stad | Joegoslavië | 17-2 | Japan                         |      |
| 9-12de plek    |             |             |      |                               |      |
| 24 oktober     | Mexico-Stad | Spanje      | 5-0  | Japan                         |      |
| Bronzen finale |             |             |      |                               |      |
| 25 oktober     | Mexico-Stad | Mexico      | 5-4  | Japan                         |      |

### Wielersport
| Olympiër    | Onderdeel   | Resultaat | Prestatie                                                                                    |
| ----------- | ----------- | --------- | -------------------------------------------------------------------------------------------- |
| Sanji Inoue | sprint (m)  | 19e       | 1ste ronde serie 3: 2de herkansingen: 1ste in 11,60 2de ronde serie 2: 2de herkansingen: 2de |
| Sanji Inoue | tijdrit (m) | 19e       | 1.07,54                                                                                      |

### Worstelen
| Olympiër         | Onderdeel   | Resultaat   | Prestatie |
| Vrije stijl      | Vrije stijl | Vrije stijl | Vrije stijl |
| ---------------- | ----------- | ----------- | --- |
| Shigeo Nakata    | -52kg (m)   | Goud        | 1ste ronde: W van BUL Baev 2de ronde: W van FRA Gaudinot 3de ronde: W van KOR Oh 4de ronde: W van ITA Grassi 5de ronde: W van IRI Ghorbani 6de ronde: W van USA Sanders 7de ronde: W van MGL Damdinsharav |
| Yojiro Uetake    | -57kg (m)   | Goud        | 1ste ronde: W van ECU Terán 2de ronde: W van GDR Mayer 3de ronde: W van POL Żedzicki 4de ronde: W van URS Aliyev 5de ronde: W van IND Singh 6de ronde: vrij 7de ronde: W van IRI Talebi                   |
| Masaaki Kaneko   | -63kg (m)   | Goud        | 1ste ronde: W van MEX Ruz 2de ronde: W van DOM Rufino 3de ronde: W van MGL Natsagdorj 4de ronde: W van KOR Choi 5de ronde: W van ROU Comar 6de ronde: W van BUL Todorov 7de ronde: W van IRI Seyed-Abbasi |
| Iwao Horiuchi    | -70kg (m)   | 7e          | 1ste ronde: W van HUN Buzás 2de ronde: W van ROU Enache 3de ronde: W van POL Pajak 4de ronde: V van URS Beriashvili 5de ronde: V van USA Wells                                                            |
| Tatsuo Sasaki    | -78kg (m)   | 5e          | 1ste ronde: vrij 2de ronde: W van IND Singh 3de ronde: W van FRA Robin 4de ronde: V van BUL Sotirov 5de ronde: V van URS Shakhmuradov                                                                     |
| Shigeru Endo     | -87kg (m)   | 8e          | 1ste ronde: G van POL Wypiorczyk 2de ronde: W van FRG Knoll 3de ronde: W van CUB Lara 4de ronde: V van USA Peckham                                                                                        |
| Shunichi Kawano  | -97kg (m)   | 10e         | 1ste ronde: W van ROU Negut 2de ronde: V van USA Lewis 3de ronde: V van GDR Bachmann |
| Yorihide Isogai  | +97kg (m)   | 13e         | |
| Grieks-Romeins   |             |             | |
| Shuichi Ishiguro | -52kg (m)   | 23e         | 1ste ronde: V van FIN Vesterinen 2de ronde: V van ITA Centurioni |
| Koji Sakurama    | -57kg (m)   | 5e          | 1ste ronde: W van SWE Svensson 2de ronde: W van GDR Puls 3de ronde: W van MEX Guerra 4de ronde: G van ROU Baciu 5de ronde: V van HUN Varga                                                                |
| Hideo Fujimoto   | -63kg (m)   | Zilver      | 1ste ronde: vrij 2de ronde: W van GUA García 3de ronde: W van TCH Švec 4de ronde: G van TUR Alakoç 5de ronde: W van BUL Galinchev 6de ronde: W van ROU Popescu 7de ronde: G van URS Rurua                 |
| Muneji Munemura  | -70kg (m)   | Goud        | |
| Toshiro Tashiro  | -78kg (m)   | 16e         | |
| Kenjiro Hiraki   | -87kg (m)   | 17e         | |
| Takeshi Nagao    | -97kg (m)   | 9e          | |
| Yorihide Isogai  | +97kg (m)   | 14e         | |

### Zwemmen
| Olympiër                                                        | Onderdeel             | Resultaat    | Prestatie                                                                  |
| --------------------------------------------------------------- | --------------------- | ------------ | -------------------------------------------------------------------------- |
| Kunihiro Iwasaki                                                | 100m vrije slag (m)   | 21e          | serie 3: 2de in 55,5 halve finale 1: 7de in 55,8                           |
| Masayuki Osawa                                                  | 100m vrije slag (m)   | 33e          | serie 9: 3de in 56,5                                                       |
| Kunihiro Iwasaki                                                | 200m vrije slag (m)   | 15e          | serie 9: 2de in 2.02,1                                                     |
| Satoru Nakano                                                   | 200m vrije slag (m)   | 28e          | serie 3: 4de in 2.05,5                                                     |
| Noboru Waseda                                                   | 200m vrije slag (m)   | 22e          | serie 1: 4de in 2.03,4                                                     |
| Katsuji Ito                                                     | 1500m vrije slag (m)  | 11e          | serie 4: 3de in 17.50,2                                                    |
| Kishio Tanaka                                                   | 100m rugslag (m)      | 17e          | serie 6: 4de in 1.04,0                                                     |
| Nobutaka Taguchi                                                | 100m schoolslag (m)   | DSQ          | serie 2: 1ste in 1.09,8 halve finale 2: gediskwalificeerd                  |
| Osamu Tsurumine                                                 | 100m schoolslag (m)   | halve finale | serie 1: 5de in 1.10,5 halve finale 1: 5de                                 |
| Nobutaka Taguchi                                                | 200m schoolslag (m)   | 9e           | serie 3: 2de in 2.35,5                                                     |
| Osamu Tsurumine                                                 | 200m schoolslag (m)   | 8e           | serie 4: 3de in 2.33,9 finale: 8ste in 2.34,9                              |
| Satoshi Maruya                                                  | 100m vlinderslag (m)  | 5e           | serie 4: 1ste in 58,1 halve finale 2: 1ste in 58,0 finale: 5de in 58,6     |
| Yasuo Takada                                                    | 100m vlinderslag (m)  | 13e          | serie 5: 2de in 1.00,0 halve finale 3: 5de in 59,8                         |
| Satoshi Maruya                                                  | 200m vlinderslag (m)  | 14e          | serie 4: 2de in 2.14,2                                                     |
| Yasuo Takada                                                    | 200m vlinderslag (m)  | 13e          | serie 1: 2de in 2.13,3                                                     |
| Kunihiro Iwasaki Masayuki Osawa Satoru Nakano Teruhiko Kitani   | 4x100m vrije slag (m) | 8e           | serie 1: 4de in 3.41,8 finale: 8ste in 3.41,5                              |
| Kunihiro Iwasaki Teruhiko Kitani Noboru Waseda Satoru Nakano    | 4x200m vrije slag (m) | 9e           | serie 3: 3de in 8.14,1                                                     |
| Kishio Tanaka Nobutaka Taguchi Satoshi Maruya Kunihiro Iwasaki  | 4x100m wisselslag (m) | 8e           | serie 1: 1ste in 4.04,3 finale: 5de in 4.01,8 (NR)                         |
|                                                                 |                       |              |                                                                            |
| Shigeko Kawanishi                                               | 100m vrije slag (v)   | 18e          | serie 4: 2de in 1.02,6 halve finale 2: 5de in 1.03,0                       |
| Miwako Kobayashi                                                | 100m vrije slag (v)   | 27e          | serie 2: 3de in 1.04,2                                                     |
| Yukiko Goushi                                                   | 100m rugslag (v)      | 9e           | serie 1: 1ste in 1.10,2 halve finale :1 4de in 1.10,2                      |
| Kiyoe Nakagawa                                                  | 100m schoolslag (v)   | 6e           | serie 5: 2de in 1.18,2 halve finale 2: 4de in 1.17,7 finale: 6de in 1.17,0 |
| Yukari Takemoto                                                 | 100m schoolslag (v)   | 17e          | serie 5: 4de in 1.20,7                                                     |
| Yoshimi Nishigawa                                               | 200m schoolslag (v)   | 16e          | serie 5: 3de in 2.55,3                                                     |
| Chieno Shibata                                                  | 200m schoolslag (v)   | 7e           | serie 4: 2de in 2.50,6 finale: 7de in 2.51,5                               |
| Yukari Takemoto                                                 | 200m schoolslag (v)   | 21e          | serie 4: 5de in 2.57,9                                                     |
| Yasuko Fujii                                                    | 100m vlinderslag (v)  | 14e          | serie 1: 4de in 1.10,1 halve finale 2: 8ste in 1.09,4                      |
| Yasuko Fujii                                                    | 200m vlinderslag (v)  | 8e           | serie 1: 2de in 2.33,4 finale: 8ste in 2.34,3                              |
| Yoshimi Nishigawa                                               | 200m wisselslag (v)   | 5e           | serie 3: 1ste in 2.31,5 finale: 5de in 2.33,7                              |
| Shigeko Kawanishi Yoshimi Nishigawa Miwako Kobayashi Yumiko Ono | 4x100m vrije slag (v) | 6e           | serie 2: 3de in 4.14,5 (NR) finale: 6de in 4.13,6 (NR)                     |
| Yukiko Goushi Kiyoe Nakagawa Yasuko Fujii Miwako Kobayashi      | 4x100m wisselslag (v) | 9e           | serie 2: 5de in 4.41,4                                                     |

Afghanistan · Algerije · Amerikaanse Maagdeneilanden · Argentinië · Australië · Bahama's · Barbados · België · Bermuda · Birma · Bolivia · Bondsrepubliek Duitsland · Brazilië · Brits-Honduras · Bulgarije · Canada · Centraal-Afrikaanse Republiek · Ceylon · Chili · Colombia · Congo-Kinshasa · Costa Rica · Cuba · Denemarken · Dominicaanse Republiek · Duitse Democratische Republiek · Ecuador · El Salvador · Ethiopië · Fiji · Filipijnen · Finland · Frankrijk · Ghana · Griekenland · Groot-Brittannië · Guatemala · Guinee · Guyana · Honduras · Hongarije · Hongkong · Ierland · IJsland · India · Indonesië · Irak · Iran · Israël · Italië · Ivoorkust · Jamaica · Japan · Joegoslavië · Kameroen · Kenia · Koeweit · Libanon · Libië · Liechtenstein · Luxemburg · Madagaskar · Maleisië · Mali · Malta · Marokko · Mexico · Monaco · Mongolië · Nederland · Nederlandse Antillen · Nicaragua · Nieuw-Zeeland · Niger · Nigeria · Noorwegen · Oeganda · Oostenrijk · Pakistan · Panama · Paraguay · Peru · Polen · Portugal · Puerto Rico · Roemenië · San Marino · Senegal · Sierra Leone · Singapore · Soedan · Sovjet-Unie · Spanje · Suriname · Syrië · Taiwan · Tanzania · Thailand · Trinidad en Tobago · Tunesië · Turkije · Tsjaad · Tsjecho-Slowakije · Uruguay · Venezuela · Verenigde Arabische Republiek · Verenigde Staten · Vietnam · Zambia · Zuid-Korea · Zweden · Zwitserland